# Ulica Wojciecha Kętrzyńskiego w Olsztynie
Ulica Wojciecha Kętrzyńskiego – jedna z głównych arterii komunikacyjnych osiedla Kętrzyńskiego w Olsztynie. Rozciąga się od skrzyżowania o ruchu okrężnym pl. J. Bema do ronda Ofiar Katynia.

## Dane ulicy
Do roku 1945, nazwa ulicy brzmiała Luisen-Straße (ulica Luizy). Główna ulica osiedla Kętrzyńskiego, będąc również drogą tranzytową ruchu z Grudziądza, Warszawy i Gdańska w kierunek przejścia granicznego w Bezledach. We wschodniej części jest to ulica dwujezdniowa z pasem zielonym oddzielającym, natomiast w części zachodniej (od skrzyżowania z ul. Kościuszki) pasy jezdni są ułożone obok siebie bez pasa zieleni. Ulica ta łączy skrzyżowanie ulic Dworcowej i Towarowej z placem Bema.
Nazwa ulicy zawdzięcza Wojciechowi Kętrzyńskiemu, historykowi, wieloletniemu dyrektorowi Zakładu Narodowego im. Ossolińskich we Lwowie.